# Aiguilles de Chamonix
Aiguilles de Chamonix é um grupo de cumes rochosos que fazem parte do vale de Chamonix (França) no Maciço do Monte Branco. Uma das áreas mais conhecidas dos Alpes.

## Geografia
Geograficamente trata-se de um conjunto de agulhas, cuja altitude varia entre os 3 000 a 4 000 m e que vão desde o Mer de Glace, a norte, até ao glaciar dos Bossons, a sul.
A partir da Aiguille du Midi, que culmina a 3 482 m, o tergo rochoso estende-se para nordeste até à Aiguille du Plan, a 3 673 m, a partir da qual partem outros cumes.

## Primeiro grupo
Sequência dos tergos segundo a direção:
- Sudeste: Dent du Requin - 3 442 m

O grupo visto de Chamonix

- Noroeste: Aiguille des Deux-Aigles - 3 487 m; Aiguille des Pélerins - 3 318  m; Aiguille du Peigne - 3 192 m
- Nordeste: Dent du Caïman - 3 554 m; Aiguille du Fou - 3 501 m; Aiguille des Ciseaux - 3 479 m

## Segundo grupo
A partir da Aiguille de Blaitière, 3 522 m, até à Aiguille du Grépon, 3 482 m, há três arestas que são:
- Norte: passa pela Aiguille des Grands Charmoz, 3 445 m, Aiguille des Petits Charmoz, 2 867 m e Aiguille de l'M, 2 844 m
- Nordeste: passa por Aiguille de la République - 3 305 m e Ponta de Trélaporte - 2 552  m

### Blaitière
Compreende além da Aiguille des Ciseaux e da Aiguille du Fou
- a Pointe Lépiney

## Alpinistas
Nome dos alpinistas com data e constituição das equipas:
- Aiguille du Midi: 4 de agosto de 1818 por A. Malczewski, com J.M. Balmat e 5 outros guias
- Aiguille du Plan: julho de 1871 por James Eccles com Alphonse e Michel Payot
- Aiguille de Blaitière : 6 de agosto de 1874 por E.R. Whitwell com Christian Lauener e Johann Lauener
- Aiguille du Grépon: 5 de agosto de 1881, por Albert F. Mummery com Alexander Burgener, e B. Venetz
- Aiguille des Grands Charmoz: 9 de agosto de 1885 por Henri Dunod e P. Vignon com J. Desailloux, F. Folliguet, F. e G. Simond
- Dent du Requin: 25 de julho de 1893 por Albert F. Mummery, G. Hastings, John Norman Collie e W. C. Slinsby
- Aiguille du Fou: 16 de julho de 1901 por Émile Fontaine com Joseph Ravanel
- Aiguille de la République: 29 de julho de 1904 por H.E. Beaujard com Joseph Simond, Louis Simond e Alfred Tournier.
- Aiguille des Pélerins: 9 de julho de 1905 por Robert O'Gorman e Albert Brun com Joseph Ravanel e E Charlet
- Dent du Caïman: 20 de julho de 1905 por Émile Fontaine com Joseph Ravanel e Léon Tournier
- Aiguille du Roc: 6 de agosto de 1927 por Miss Miriam O'Brien com Alfred Couttet e Vital Garny

Todos os cumes são percorridos por múltiplos itinerários de dificuldades diferentes. No fim do século XX notou-se um aumento significativo da escalada rochosa de alto nível.

## Refúgios
Existem quatro refúgios nas Aiguilles de Chamonix: o Refúgio des Cosmiques, Refúgio de l'Envers des Aiguilles, Refúgio du Requin e o Refúgio du Plan de l'Aiguille.

### Imagens externas
- «MMB: Imagens, Aiguilles-Chamonix»
- «Monte Branco: Fotografias, percursos assinalado nas imagens, informações adicionais, descrições, etc» (em inglês) - Jul. 2012